# Convexité (finance)
Pour les articles homonymes, voir Convexité.
La convexité (en anglais : bond convexity) est un indicateur du risque de taux lié à un instrument à taux fixe, comme une obligation, qui complète la sensibilité ou la duration.

## Définition
En utilisant le théorème de Taylor, on peut approcher la variation du prix d'une obligation en fonction de son taux actuariel :
{\displaystyle P(r)\simeq P(r_{0})+P'(r_{0})(r-r_{0})+{\frac {P^{(2)}(r_{0})}{2!}}(r-r_{0})^{2}}.
Avec :
- {\displaystyle r\,\!} le taux actuariel,
- {\displaystyle P(r)\,\!} le prix de l'instrument en fonction du taux actuariel,
- {\displaystyle P'(r)={\frac {dP(r)}{dr}}} la dérivée du prix de l'instrument par rapport au taux actuariel,
- {\displaystyle P^{(2)}(r)={\frac {d^{2}P(r)}{d^{2}r}}} la dérivée seconde du prix de l'instrument.

{\displaystyle dP(r)\simeq P'(r)dr+{\frac {P^{(2)}(r)}{2!}}dr^{2}}
{\displaystyle dP(r)/P(r)\simeq {\frac {P'(r)}{P(r)}}dr+{\frac {P^{(2)}(r)}{2P(r)}}dr^{2}}
Soit en utilisant la définition de la sensibilité S,
{\displaystyle dP(r)/P(r)\simeq -Sdr+{\frac {P^{(2)}(r)}{2P(r)}}dr^{2}}.
Et avec la définition suivante de la convexité,
{\displaystyle C={\frac {P^{(2)}(r)}{P(r)}}}.
On peut écrire :
{\displaystyle dP(r)/P(r)\simeq -Sdr+{\frac {C}{2}}dr^{2}}.
Le terme convexité est utilisé car le signe de cette valeur détermine la convexité locale de la fonction P.

## Objectifs et limites
L'objectif de la convexité est de donner un outil numérique simple pour mesurer le risque de taux sur un instrument.
Tout comme la duration, et la sensibilité, elle suppose une courbe de taux qui évolue parallèlement pour toutes les maturités.

## Formules
En appliquant la définition à la valeur actualisée, on trouve :
{\displaystyle C={\frac {1}{P(1+r)^{2}}}\ \sum _{i=1}^{n}{\frac {t_{i}(t_{i}+1)F_{i}}{\left(1+r\right)^{t_{i}}}}},
avec :
{\displaystyle P\,\!} le prix de l'obligation,
{\displaystyle F_{i}\,\!} le flux (coupon et capital) de la période {\displaystyle i\,\!},
{\displaystyle t_{i}\,\!} est l'intervalle de temps, exprimé en années, séparant la date d'actualisation de la date du flux {\displaystyle F_{i}\,\!},
{\displaystyle r\,\!} le taux actuariel de l'obligation.